# 소엽
소엽(蘇葉) 또는 매기풀은 꿀풀과에 속하는 한해살이풀이다. 중국 원산으로, 한국에서 주로 섭취하는 들깨의 잎인 깻잎과는 다른 식물이다. 차즈기나 차조기라고도 부른다.
높이는 20~80센티미터이다. 전체가 자줏빛으로 향기가 있으며, 줄기는 네모지고, 곧게 서며, 가지를 친다. 잎은 자줏빛이 돌며, 잎자루가 길고, 넓은 난형, 가장자리에 톱니가 있으며, 양면에 털이 있다. 꽃은 연한 자주색, 총상꽃차례, 화관은 통 모양, 입술 모양, 화관과 꽃받침통에 털이 퍼져 난다. 열매는 소견과이다.
소엽은 일본에서 캘리포니아롤, 스시, 권스시 등 밥으로 하는 요리에 주로 넣는다. 또한 우메보시 등의 절임에 색을 물들이는 데에 쓰기도 한다.

## 같이 보기
- 들깨

## 참고 자료
- 이 문서에는 다음커뮤니케이션(현 카카오)에서 GFDL 또는 CC-SA 라이선스로 배포한 글로벌 세계대백과사전의 내용을 기초로 작성된 글이 포함되어 있습니다.